# Новое Камынино
Новое Камынино — деревня в Новодугинском районе Смоленской области России. Входит в состав Днепровского сельского поселения. Население — 3 жителя (2007 год). 
Расположена в северо-восточной части области в 40 км к западу от Новодугина, в 37 км западнее автодороги Р134 «Старая Смоленская дорога» Смоленск — Дорогобуж — Вязьма — Зубцов, на берегу реки Супрута. В 21 км северо-западнее деревни расположена железнодорожная станция Владимирский Тупик на линии Дурово — Владимирский Тупик. 

## История
В годы Великой Отечественной войны деревня была оккупирована гитлеровскими войсками в октябре 1941 года, освобождена в марте 1943 года.